# Симон Лантара

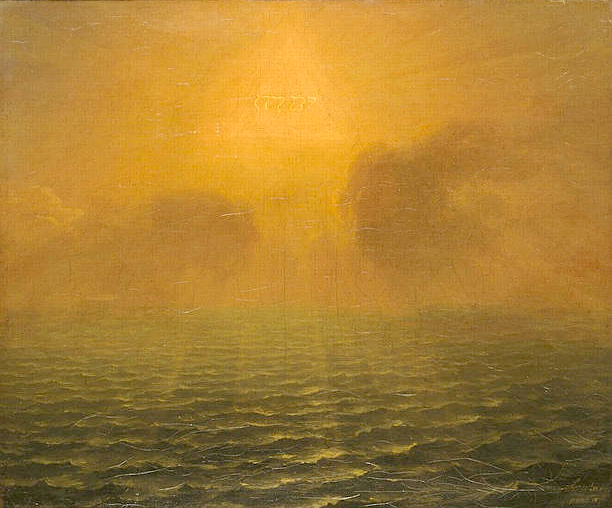

Симон-Матюрен Лантара (фр. Simon Mathurin Lantara, 24 березня 1729, Онсі-сюр-Еколь — 22 грудня 1778, Париж) — французький художник-пейзажист XVIII століття.

## Життєпис
Його батько був ткачем, а сам він почав життя працюючи пастушком, і провів життя в бідності, частково тому, що мало малював, почасти від нестриманості.
З дитинства відрізнявся любов'ю і талантом до малювання. Малював, як самоучка, навколишню природу, вивіски для торговельних закладів, поки його роботи одного разу не побачив син власника місцевого замку М. Жіллет де Ламон, і не забрав його з собою в Версаль і не віддав його в навчання. Досягнувши певної майстерності, Лантара переїхав до столиці, брав уроки живопису, а потім покинув студію вчителя і зайнявся самостійною творчістю.
Жив, не піклуючись про майбутнє, поки доходи від продажу його картин не припинилися, як тільки багаті замовники, які запрошували Лантара в свої будинки, не виявили, що колишньої легкості і майстерності в роботах художника вже немає.
Помер в паризькій лікарні Шаріте 1778 року.

## Творчість
Незважаючи на швидкий успіх і невпорядкованість в житті, Лантара вважається одним з найкращих французьких пейзажистів. Його манера нагадує картини Клода Лоррена. Він досяг значного успіху в зображенні повітряної перспективи, небо на його картинах в різний час доби відрізняється тонкими і вишуканими тонами і легкістю. Тона його картин дуже правдиві, і навіть в його малюнках, зроблених в два тони, багато легкості.
Лантара зображував заходи й сходи сонця, місячне сяйво, тумани, дерева і воду. Він вірно розумів природу і поетично передавав враження від неї; особливо гарні його місячні пейзажі. Фігури в його картинах завжди написані іншими художниками.
Зрідка Лантара гравірував пейзажі міцною горілкою.
Твори його рідко зустрічаються в громадських галереях і у приватних осіб. Роботи живописця тепер цінуються набагато більше, ніж в його часи. Лувр має один його ранковий пейзаж, підписаний і датований тисяча сімсот шістдесят першим роком.
У 1809 році з великим успіхом було поставлено водевіль під назвою «Лантара, або художник в шинку».